# Getthestars
Getthestars (GTS) is een Surinaamse muziekgroep in de stijlen hiphop, dance en lovesongs.
De groep bestaat uit Damian Burger, Rafael Lante en Ivanildo Tosh. Ze worden gewaardeerd om hun "pakkende teksten en melodieën". In hun teksten verwerken ze hun eigen levensverhalen en zingen ze over vrouwen. Ze begonnen de groep voor de lol door video's te plaatsen op platforms als YouTube, waar het aantal views mettertijd is gestegen.
Een featuring met Damaru leverde meer dan 200.000 views op. In 2019 brachten ze Real bent uit waarop Damaru en Diego Vrede een bijdrage leverden. Met Regillio Apinsa brachten ze begin 2020 My luv uit.
In december 2019 behoorde Getthestars samen met artiesten als Damaru, King Koyeba, Kater Karma en The Juniors tot de eerste groepen die royalty's ontvingen uit hun streaming via de Surinaamse dienst TrackDrip.